# De doop van Christus (José de Ribera)
De doop van Christus (Frans: Le Baptême du Christ) is een schilderij van José de Ribera uit 1643. Het werk maakt sinds 1881 deel uit van de collectie van het Museum voor Schone Kunsten in Nancy.

## Voorstelling
In het Evangelie volgens Marcus staat een korte beschrijving van de doop van Jezus: "In die tijd kwam Jezus [...] naar de Jordaan om zich door Johannes te laten dopen. Op het moment dat hij uit het water omhoogkwam, zag hij de hemel openscheuren en de Geest als een duif op zich neerdalen [...]." Het is dit ogenblik dat Ribera op zijn schilderij heeft vastgelegd. Rechts staat Johannes de Doper, gekleed in een dierenhuid, die met een Sint-jakobsschelp water over het hoofd van Jezus giet. Het verweerde uiterlijk van Johannes contrasteert met de klassieke schoonheid van Christus, die met gekruiste armen naar voren buigt. De blauwe kleur van het kleed dat hij tegen zich aan drukt, is een verwijzing naar de hemel en de oneindigheid. Jezus kijkt de toeschouwer recht aan, terwijl Johannes zijn blik op de Heilige Geest gericht houdt. De schilder herhaalt dit patroon in de twee engelen aan de linkerkant.
Hoewel Ribera tegenwoordig vaak bekendstaat om zijn realistische en gruwelijke schilderijen, kregen classicistische elementen de overhand in de tweede fase van zijn carrière. Onder de invloed van de Venetiaanse School en Van Dyck werd zijn palet vanaf 1634 opmerkelijk lichter. De doop van Christus wordt beschouwd als een van de beste werken uit deze periode. Met het beroemde De jongen met de klompvoet, dat een jaar eerder ontstond, deelt het de lage horizon, de monumentale figuren en de bewolkte hemel met helder blauwe openingen die een groot deel van het doek in beslag neemt. De doop van Christus laat daarnaast Ribera's verwantschap met de Bolognese School zien. Als voorbeeld kan een schilderij van Guido Reni uit 1621 dienen dat het thema op ongeveer gelijke wijze behandelt, al kijkt Christus de toeschouwer op dat schilderij niet aan.

## Herkomst
- Waarschijnlijk gemaakt in opdracht van Juan Alfonso Enríquez de Cabrera, uit het Huis Enríquez, voor de kerk van het klooster van San Pascual in Madrid. Don Juan was  onderkoning van Napels van 1644 tot 1646. In de kerk hingen meerdere werken van Ribera, waaronder Het martelaarschap van de apostel Andreas.
- Midden 19e eeuw: in de galerie Albarran, Madrid.
- juni 1867: gekocht door de markies van Salamanca.
- 1875: gekocht door Henri Roxard de Lasalle.
- 1881: geschonken aan het Museum voor Schone Kunsten.

## Afbeeldingen

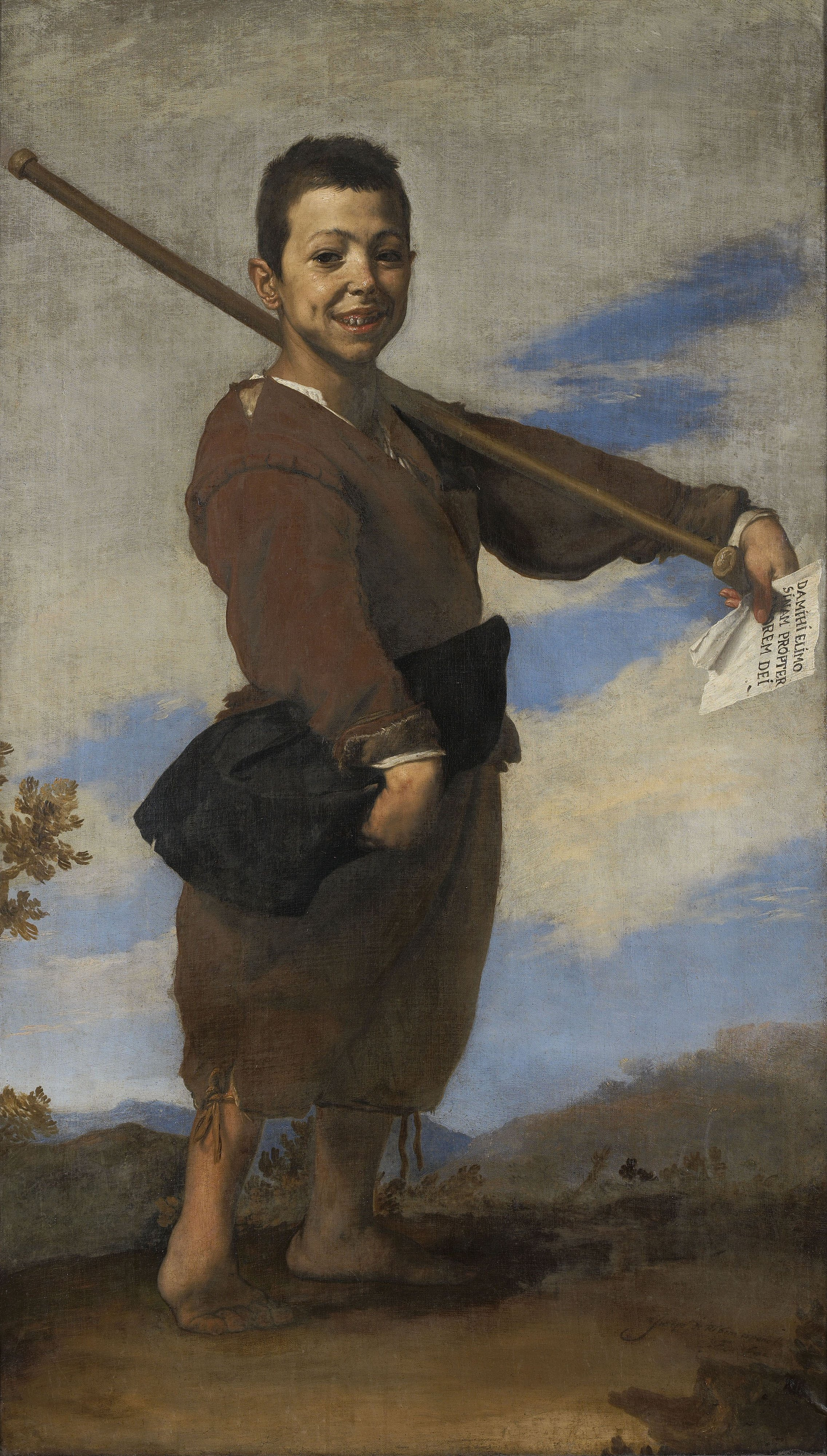
De jongen met de klompvoet (1642)
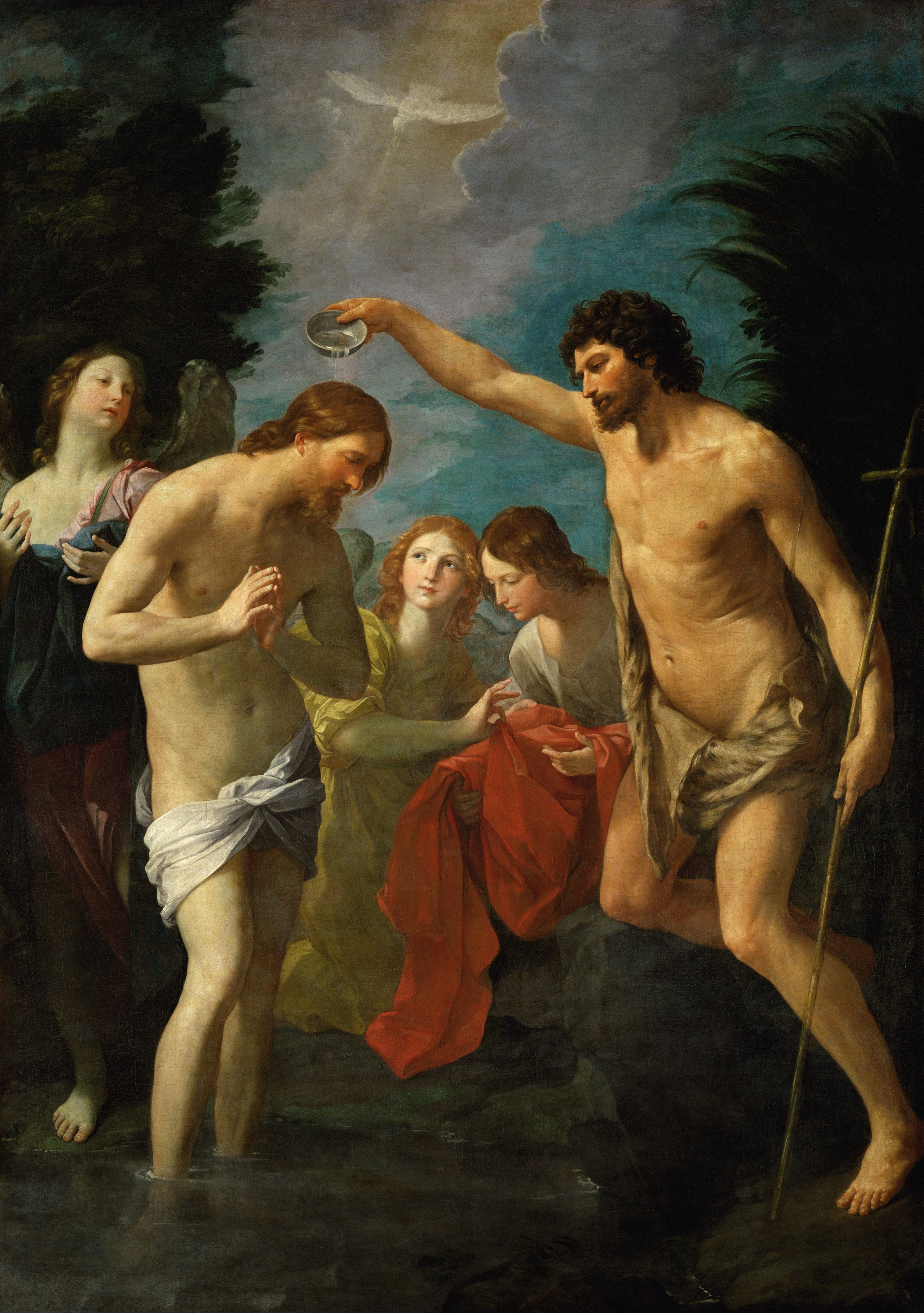
De doop van Christus - Guido Reni
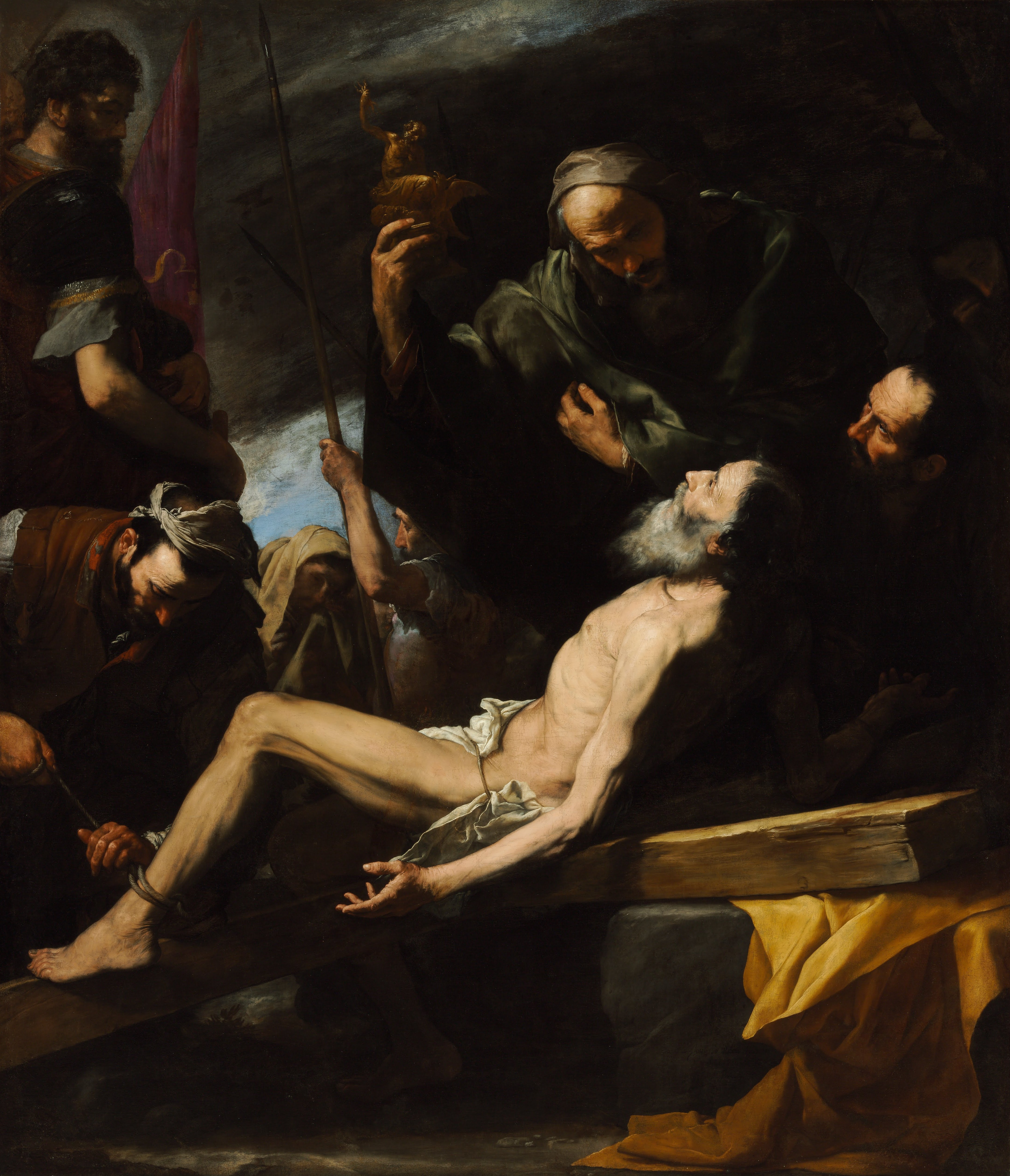
Het martelaarschap van de apostel Andreas (1628)